# Словенски погреб
Словенски погреб и пропратни ритуали најбоље илуструју поглед Старих Словена на загробни живот.

## Историјски развој погреба
У религији свих словенских народа, култ мртвих заузима значајно место, посебно у религији Јужних Словена. Све до IX-X века Словени су спаљивали мртве, а њихове остатке сахрањивали у урнама или су преко ломаче насипали хумке, У том раном раздобљу гробни прилози су изузетно ретки. У урне су каткад стављани раж или спаљене кости коња. Угледне личности су сахрањиване са помпом, а у смрти их је пратила супруга или робиња. Према сведочењу арапских писаца из X века, које треба примити са највећом резервом, кад умре неки племић, његово тело се привремено сахрањује, а када се његово имање подели, обављана је права сахрана, и то на тај начин што се наоружан, у богатој одећи, смешта у лађу са храном, пићем и супругом, а затим је лађа предавана ватри и отискивана од обале. Извесно је, међутим, да су Словени који су живели покрај мора у VIII-IX веку имали представе о лађи мртвих, јер су у том раздобљу археолошки посведочене надгробне плоче или гробови у виду лађа. 
Почев од X-XI века, под утицајем хришћанства, Словени прихватају обичај инхумирања покојника. Без обзира на то да ли се покојници спаљују или инхумирају, чврсто се веровало да настављају живот после смрти, што се огледа у погребним ритуалима као што су даће или погребне игре, често са маскираним учесницима. Трећег, седмог, дванаестог и четрдесетог дана после смрти покојницима су на гроб доношени храна и пиће, као и после 6 и 12 месеци. Посебни празници мртвих - задушнице - прослављани су и на гробовима и по кућама, у рано пролеће и у касну јесен. 

## Култ предака
Култ предака био је посебно развијен код Јужних Словена, пре свега код Срба. Готово сви српски обичаји у време Божића и такозваних некрштених дана везани су за култ предака, а и крсно име - слава - код Срба јесте велики празник породичног претка, чувара и заштитника куће и породице. 

## Свет мртвих
Неизвесно је какве су представе Словени имали о свету мртвих, као и о божанствима која њиме господаре. На основу узгредних или двосмислених података у историјским изворима, претпоставља се да је свет мртвих мрачан, а да је божанство које њиме влада црно Црнобог. Док се анализом фолклорне грађе из области насељене Јужним Словенима може закључити да светом мртвих господари мушко божанство, дотле фолклорна грађа из источнословенских области указује на то да женско божанство влада Подземљем и мртвима. Тако се претпоставља да је у лику Баба Јаге инкорпорирана стара европска богиња смрти и да је Ведма (вештица) у ствари демонизирана богиња Подземља. За Баба-Јагу се везују и ликови демонизованих мушких божанстава смрти, као што су Кашчеј Бесмртни или Морозко.
Код Јужних Словена посебно је добро очувано веровање да се душе умрлих грешника претварају у вампире. То је свакако прастаро веровање јер су на некрополама посведочени гробови који су укопани дубље од осталих, или гробови у које је покојник стављан у неуобичајеном положају (потрбушке, лицем према земљи), или је, пак, затрпан камењем.